# Bali, Liaoning
Bali (kinesiska: 八里, 八里镇) är en köping i Kina. Den ligger i provinsen Liaoning, i den nordöstra delen av landet, omkring 120 kilometer sydväst om provinshuvudstaden Shenyang. Antalet invånare är 41 533. Befolkningen består av 20 527 kvinnor och 21 006 män. Barn under 15 år utgör 13,0 %, vuxna 15-64 år 76 %, och äldre över 65 år 9,0 %.
Runt Bali är det tätbefolkat, med 442 invånare per kvadratkilometer. Närmaste större samhälle är Haizhou, 6,8 km norr om Bali. Omgivningarna runt Bali är en mosaik av jordbruksmark och naturlig växtlighet.
Genomsnittlig årsnederbörd är 976 millimeter. Den regnigaste månaden är juli, med i genomsnitt 249 mm nederbörd, och den torraste är januari, med 7 mm nederbörd.